# Марія Елена Боскі
Марія Елена Боскі (італ. Maria Elena Boschi; нар. 24 січня 1981, Монтеваркі) — італійська політична діячка, юристка, парламентарка, секретарка Ради міністрів з 2016 по 2018.

## Біографія
Вивчала право в Університеті Флоренції. Вела юридичну практику, спеціалізується в галузі цивільного права. Була близькою колегою мера Флоренції Маттео Ренці, який призначив її радницею.
На виборах 2013 року обрана до Палати депутатів від Демократичної партії. З 22 лютого 2014 по 12 грудня 2016 працювала міністром без портфеля з питань інституційної реформи та відносин з парламентом.